# Polskie Olędry
Polskie Olędry – wieś w Polsce położona w województwie wielkopolskim, w powiecie pleszewskim, w gminie Dobrzyca.
W latach 1975–1998 miejscowość administracyjnie należała do województwa kaliskiego.
Założona w drugiej połowie XVII wieku przez osadników wyznania protestanckiego. Pozostałością po ich bytowaniu jest duży zespół zachowanych drewnianych chałup o konstrukcji szachulcowej i sumikowo-łątkowej. Najstarszy dom (nr 50) pochodzi z roku 1725. Na północ od wsi stoi XIX-wieczny wiatrak (koźlak).